# Paul Merson
Paul Charles Merson (Harlesden, 1968. március 20. –) angol válogatott labdarúgó, aki támadóként kezdte karrierjét, de pályafutása vége felé már középpályásként tevékenykedett.
Az angol labdarúgó-válogatott tagjaként részt vett az 1992-es labdarúgó-Európa-bajnokságon és az 1998-as labdarúgó-világbajnokságon.

## Sikerei, díjai
- Arsenal
  - Angol bajnok: 1988–89, 1990–91
  - Angol kupa: 1993
  - Angol ligakupa: 1993
  - Angol szuperkupa: 1991
  - Kupagyőztesek Európa-kupája: 1994
- Aston Villa
  - Intertotó-kupa: 2001
- Portsmouth
  - Angol másodosztály bajnok: 2002–03